# Districtul Buntharik
Buntharik (în thailandeză บุณฑริก) este un district (Amphoe) din provincia Ubon Ratchathani, Thailanda, cu o populație de 88.052 de locuitori și o suprafață de 1.402,0 km².

## Componență
Districtul este subdivizat în 8 subdistricte (tambon), care sunt subdivizate în 108 de sate (muban).
| Nr. | Nume      | În thailandeză | Sate | Locuitori |  |
| --- | --------- | -------------- | ---- | --------- |  |
| 1.  | Phon Ngam | โพนงาม         | 13   | 11,339    |  |
| 2.  | Huai Kha  | ห้วยข่า          | 20   | 15,468    |  |
| 3.  | Kho Laen  | คอแลน          | 16   | 12,031    |  |
| 4.  | Na Pho    | นาโพธิ์          | 10   | 8,617     |  |
| 5.  | Nong Sano | หนองสะโน       | 18   | 16,552    |  |
| 6.  | Non Kho   | โนนค้อ          | 9    | 6,395     |  |
| 7.  | Bua Ngam  | บัวงาม          | 12   | 9,949     |  |
| 8.  | Ban Maet  | บ้านแมด         | 10   | 7,701     |  |